# Telenoticias (Telemadrid)
El Telenoticias és l'informatiu de les cadenes públiques de la Comunitat de Madrid, Telemadrid i laOtra.
El noticiari disposa d'una edició matinal de 4 hores i mitja, una en sobretaula de 105 minuts, una en la nit de 70 minuts i dues edicions en cap de setmana, en sobretaula i tarda, d'1 hora i mitja.

## Història

### Anys 1990
Telenoticias neix el 2 d'octubre de 1989, i en una primera etapa s'emet únicament a les 20.30. Els primers presentadors eren Hilario Pino i Fernando Olmeda en informació general i Beatrice Sartori i Javier Reyero en la secció esportiva. La direcció correspon a Vicente Vallés. Des del 2 de maig de 1990, s'inicia l'emissió d'un informatiu de sobretaula, conduït per Rafael Luque.
En març de 1991, s'incorpora Mari Pau Domínguez per a presentar l'informatiu de matinada. Al juny d'aquest mateix any es produeixen alguns canvis, de manera que Domínguez passa a l'informatiu de les 14.30 i Teresa Castanedo, (procedent de RTVE), en l'informatiu de matinada, la periodista va romandre en els informatius de la cadena, fins a 2004.
En febrer de 1992, Hilario Pino passa a presentar l'edició de migdia. S'incorpora al costat d'ell la també periodista Susana Pfingsten, que continuaria en aquesta labor fins a 2008 i Juan Pedro Valentín, fins a 1997. L'informatiu de la nit ho presenten Mari Pau Domínguez, (fins a 1993) i Carlos Carballo. Juanjo Guerenabarrena presenta l'informatiu matinal, al costat de Montse Fernández Villa.
Pino va abandonar l'informatiu el 1994, en ser fitxat per Canal+, mentre que Olmeda va mantenir la seva vinculació amb la cadena fins a 2001, com a director d'informatius en el període comprès entre 1999 i 2001. D'aquesta manera, el 1994, la presentació de l'informatiu matinal corresponia a Susana Pfingsten; el de migdia a Juan Pedro Valentín i Teresa Castanedo i finalment, el de les 20.30 a Guerenabarrena i Lourdes Repiso, (substituïda el 1995 per Beatriz Pérez-Aranda).
Teresa Castanedo, va continuar presentant l'informatiu del migdia, acompanyada, successivament per: Juan Pedro Valentín, (fins a març de 1997); Santi Acosta, (març de 1997-juny de 1998); Chema G. Aldáriz, (setembre de 1998-juny de 1999) i Antonio Mérida, (des de setembre de 1999), amb Manolo Lama en els esports des de 1995. En l'informatiu nocturn es va situar a Alfonso García i a Susana Pfingsten. Finalment, entre 1997 i 1999, Guerenabarrena va assumir la presentació de l'informatiu dels caps de setmana al costat d'Ana Aladro fins a 1998 i posteriorment al costat de María José Navarro.

### 2000-2004
El canvi de dècada no va suposar grans alteracions en la plantilla de presentadors, de la primera edició. Així en gener de 2000, Telenoticias 1 va ser conduït per Teresa Castanedo i Antonio Mérida, amb Manolo Lama, en els esports. Roberto Brasero es va ocupar de la informació meteorològica. Per part seva, Telenoticias 2 va veure la incorporació, en desembre de 1999, de Luis Sanabria i Raquel Sánchez Silva, amb Javier Reyero en els esports. Els informatius de cap de setmana van ser presentats, per la periodista, María José Navarro.
La temporada 2001-2002, Teresa Castanedo va passar a presentar Telenoticias Madrid a les 14.00, mentre quin Antonio Mèrida i Inmaculada Aguilar van ser els encarregats de conduir Telenoticias 1 a les 14.30. En Telenoticias 2, Luis Sanabria va ser substituït per Rafael Lechner, que va acompanyar a Raquel Sánchez Silva, i José María del Toro es va encarregar de la secció d'esports. Finalment, Armando Huerta va ser seleccionat per presentar, Telenoticias Fin de Semana.
En setembre de 2002 en la primera edició Antonio Mérida va ser substituït per Álvaro Santos, que va acompanyar a Teresa Castanedo. La segona edició va passar a estar presentada per Alfonso García i Susana Pfingsten, després de la marxa de Raquel Sánchez Silva i Rafael Lechner.
Des de gener de 2003, les tasques de presentació de l'informatiu de cap de setmana va correspondre a Paloma Ferre acompanyada per César Macía, (procedent de RTVE) i posteriorment per Armando Huerta.

### abril 2004 - septiembre 2014
En abril de 2004, es va decidir modificar plató, i imatge, arribant a emetre's 3 capçaleres en aquests anys modificades. En la infografia predominava el blau i la il·luminació del plató amb tons rosacis. Es van potenciar les hores d'informació i va disminuir la publicitat.
Des de 2006, el disseny es va caracteritzar pel canvi de plató i el d'una infografia on predominava el color blau. A la fi de l'any 2008, es va mantenir el plató però es va canviar la capçalera, sintonia i una infografia on predominava el color vermell o taronja (depenent de l'edició que es tractés).
En, setembre de 2010, els informatius, van renovar el seu decorat, encara que al principi van mantenir les capçaleres de l'any anterior.
Quant als presentadors, el 2004, va haver-hi una gran renovació en els rostres que apareixien en pantalla, amb la incorporació de Víctor Arribas, Germán Yanke, Sandra Barneda i posteriorment Julio Somoano.
- Telenoticias Matinal (07:00): a ser presentat per Álvaro Santos, acompanyat per Marta Landín (2007) i Lorda Repiso (2008-2013). Álvaro Santos va ser substituït, per Julio Somoano el 2011, fins a la seva marxa a Televisió Espanyola, com a nou director d'informatius en juny de 2012.
  - El tiempo: Jacob Petrus (2004-2008), Silvia Celada (2008-2010) i Lucía Bustillo (2010-2012)
  - Deportes: Chus Galán i Beatriz Pino (2010-2013)
  - Sección de Prensa: María López
- Telenoticias 1 (14:00): va ser presentat per Víctor Arribas i Susana Pfingsten, substituïda successivament per María Pelayo (2008-2010) i Cristina Ortega (2010-2012). En setembre de 2011, es va incorporar Jota Abril en la copresentació de l'informatiu juntament amb Cristina Ortega, substituint Víctor Arribas.[6] Más tarde, el 2012, María Pelayo volvió a presentar con Jota Abril, dejando a Cristina Ortega en la redacción.
  - El tiempo: Jacob Petrus i, el 2011, Antonio López
  - Deportes: Manolo Lama (fins octubre de 2005). Antonio Mérida amb Siro López (des de 2008). Quan Siro López, va abandonar Telemadrid, va ser substituït per Javier Callejo.
- Telenoticias 2 (20:30): entre abril i juliol de 2004 va ser presentat per Germán Yanke i Sandra Barneda. Al final de la temporada tots dos van abandonar, l'informatiu, per a començar a presentar des de, setembre de 2004, un nou informatiu, Diario de la noche, que s'emetria en horari de mitjanit. La temporada 2004-2005, Luis Mariñas, procedent de Los desayunos de TVE, s'encarrega de l'informatiu nocturn,[7] junt amb Mercedes Landete. El 2005, s'incorpora Julio Somoano i segueix Landete. Després de la baixa per maternitat d'aquesta, Julio Somoano va conduir en solitari l'informatiu fins que Mercedes Landete va ser substituïda per Cristina Ortega, que arribava a Telemadrid procedent de Libertad Digital TV. Des de 2010 va estar presentat per María Pelayo. El 2012, després de la marxa de María Pelayo de Telenoticias 2 a Telenoticias 1, la presentació va ser a càrrec de María López. Víctor Arribas, va abandonar la cadena el 2012 en fitxar per 13TV.
  - Deportes: Siro López. Des de 2008, Javier Callejo. Des de 2008, Javier Callejo. Més tard aquesta edició d'esports va estar presentada en solitari per Beatriz Pino.
  - El tiempo: Antonio López
- Telenoticias 3 (00:00): va estar presentat per Edurne Arbeloa entre abril i setembre de 2004
  - El tiempo: Antonio López
- Diario de la noche (00:00): amb l'inici de la nova temporada en setembre de 2004, l'informatiu Telenoticias 3 va ser suprimit. Entre setembre de 2004 i octubre de 2006 va ser presentat i dirigit per Germán Yanke, acompanyat per Sandra Barneda. De manera momentània, entre octubre de 2006 i gener de 2007, el conductor de l'espai va ser Armando Huerta. En gener de 2007, Fernando Sánchez Dragó va prendre les regnes de l'informatiu fins a març de 2008. A partir de juny de 2008 i fins a març de 2010, la presentació i direcció van ser a càrrec de Hermann Tertsch. Des de març de 2010, Ana Samboal, que havia estat col·laboradora de Yanke i co-presentadora al costat de Sánchez Dragó i Tertsch, va assumir la conducció i direcció del programa.
  - El tiempo: Antonio López.
- Telenoticias Fin de Semana (14:15 y 20:30): va estar presentat per Beatriz Pino i Javier Díez. Quan va finalitzar la temporada 2004-2005, Beatriz Pino va abandonar la conducció dels informatius cap de setmana per a passar a formar part de la redacció d'esports. Va ser substituïda per María Pelayo. En juny de 2006, Javier Díez va abandonar la seva labor de presentació després d'una discussió amb els seus superiors per unes presumptes polèmiques de manipulació informativa, en Telenoticías amb el qual era el seu editor, Vicente Gil.[8] Javier es va reincorporar a la redacció deixant així, el seu lloc de presentador. Des de llavors l'informatiu va estar presentat en solitari per María Pelayo. El 2007, va ser presentat per Vicente Gil i Marta Landín. En maig de 2008, Marta Landín va abandonar l'informatiu per a començar a presentar Madrid Directo, la seva substituta va ser Laura Gómez.
  - Deportes: Javier Lobo i Saúl Ramos. Després de l'ERO executat a Radio Televisión Madrid, en gener de 2013, Lobo i Ramos, foren rellevats per Jose María del Toro.
  - El tiempo: Nuria Galimany. Des de 2008, Irene del Río.

### setembre 2014 - abril 2016
Després de l'ERO sofert, en gener de 2013 i la caiguda progressiva d'audiència que la cadena arrossegava des de feia una dècada, la direcció encarrega a l'empresa de disseny gràfic RED, un canvi d'imatge a Telemadrid, que comprendria principalment la renovació total de la imatge corporativa dels seus informatius.
La nova imatge dels Telenoticias, que va costar més de 200.000 euros, es va posar en marxa l'1 de setembre de 2014. Això es va traduir en noves capçaleres i sintonies, nous grafismes i un nou plató, on s'oculta part de la redacció per mitjà d'una paret blanca amb els logos i 2 videowall. En les edicions, dels Telenoticias, predominen un color vermell i blau fosc.
Amb la marxa d'alguns dels periodistes més emblemàtics a altres mitjans, aquesta nova temporada es van realitzar profunds canvis amb noves cares, molts d'ells anteriorment havien exercit funcions de redactors o caps de secció.
L'equip estava compost per:
- Madrid Despierta (08.00). Després del ERE que es va executar a principis de l'any 2013, va deixar d'emetre's l'informatiu matinal, reprenent-se el 2014, sota una nova denominació.
  - Presentadors: Vicente Gil y Cristina Sanz
- Telenoticias 1 (14:00): durant el mes de juliol de 2014, es va anunciar la marxa de Jota Abril a RTVE.[9] També va anunciar la seva marxa, María Pelayo, durant el mes d'agost, als informatius de 13TV, després d'haver estat al capdavant dels els informatius durant 8 anys.[10] Des d'aleshores és presentat per: Pedro J. Rabadán i Elena Argandoña. Elena Argandoña va estar tan sols 2 setmanes presentant Telenoticias 1, va aparcar l'informatiu, per baixa maternal, i fou reemplaçada per Mercedes Landete fins a gener de 2015, aquest mateix mes Argandoña va tornar als informatius de Telemadrid.
- Telenoticias 2 (20:30): 
  - Presentadors: Rocío Delgado i Javier Gálvez.
- Diario de la noche (00:00): 
  - Presentadors: Ana Samboal i Valentín Ortega.
- Telenoticias Fin de Semana (14:00 i 20:30): 
  - Presentadors: Vicente Gil fins a juliol de 2014; Cristina Ortega i Pilar G. Almendral.

El divendres, 12 de febrer de 2016, es va anunciar la destitució del director d'informatius, Agustín de Grado i del seu director adjunt, José Antonio Ovies. El càrrec de director d'informatius el va passar a ocupar Alipio Gutiérrez, periodista lligat a la casa des dels seus inicis. Dos mesos després del seu nomenament, es va decidir renovar els informatius.

### abril 2016 - setembre 2017
La nova direcció d'informatius encapçalada per Alipio Gutiérrez, va canviar a gairebé tots els presentadors, editors i caps de secció. El 25 d'abril de 2016 va donar començament una nova etapa en els informatius en la qual es decideix reforçar la informació local.
El programa Madrid Despierta és substituït per un nou informatiu matinal, Madrid Contigo, presentat per Inmaculada Galván des dels estudis centrals de Radio Televisión Madrid i produït per gent de la casa.
Com a novetat, una vegada per setmana, Telenoticias 1 és emès des d'un barri o localitat de la Comunitat de Madrid, per a fer arribar als madrilenys la seva televisió d'una forma més pròxima. A més, amb l'objectiu de potenciar aquesta proximitat, s'habilita un número whatsapp perquè els espectadors adquireixin protagonisme fent arribar als informatius: vídeos, fotos, denúncies, suggeriments...
Altres novetats introduïdes són l'aposta per informació de salut i una major presència d'entrevistes en l'estudi.
El plató dels informatius és renovat lleugerament: se substitueix la taula anterior per una altra més gran i darrere se situa un videowall amb el skyline de la ciutat de Madrid. La capçalera no es retoca però sí els grafismes en els quals predomina el color blau. Els presentadors passen a donar les notícies dempeus després de la taula. Es recuperen també les famoses "sortidetes" dels Telenoticias de la dècada dels '90, que consistien que el reporter deia «Para Telemadrid...» i el seu nom.
En juliol de 2017, després del nomenament de Jon Ariztimuño com a director d'informatius de Telemadrid, es decideix cancel·lar l'informatiu nocturn, Diario de la noche després de 13 anys en antena.

### setembre 2017 - actualitat
Amb el nomenament de Jon Ariztimuño com a director d'informatius, comença una gran revolució en els programes informatius amb l'estrena de la programació el dia 18 de setembre. Entre els canvis significatius destaca el trasllat dels informatius a l'Estudi 2 per a emetre en HD, deixant enrere l'Estudi 3 (que sofreix el procés del canvi a HD per a emetre posteriorment en el futur). Un altre dels canvis significatius són la modernització quant a mitjans tècnics i posades en escena dels programes informatius amb decorats molt més amplis i amb tecnologia punta.
Les capçaleres i la sintonia canvien per una molt més moderna i de to "europeista" a l'altura de les grans televisions públiques d'Europa. Es torna a recuperar el color vermell per a informatius, deixant enrere el blau que es va utilitzar en l'era "Alipio" (el seu anterior director d'informatius).
A més es canvien els presentadors i s'aposta per un perfil més professional i rigorós provinent d'altres mitjans de comunicació. Entre els presentadors que s'incorporen als noticiaris destaquen: Lourdes Maldonado (Atresmedia), Javi Gómez (Atresmedia i El Mundo), Diego Losada (RTVE) o Silvia Intxaurrondo (EiTB i Mediaset). Un altre dels assoliments de la nova direcció en col·laboració amb els sindicats i comitè d'empresa de Radio Televisión Madrid, va ser el reingrés d'un centenar de treballadors que van ser afectats per l'ERO i que van tornar a l'autonòmica madrilenya, especialment a l'àrea d'informatius.

## Equip

### Buenos días Madrid
- Presentadors Noticias: Ricardo Altable i Verónica Sanz
- Co-presentadora: Isabel González (Presentadora substituta)
- Esports: Conchi Gil Díaz
- Meteorologia: Antonio López
- Salud: Alipio Gutiérrez
- Presentadors substituts: Isabel González i Valentín Ortega.

### Telenoticias 1
- Notícies: Lourdes Maldonado
- Esports: Javier Callejo i María Gracia
- Meteorologia: Ainhoa González i Elena Miñambres
- Suplències: Carmen Estañ

### Telenoticias 2
- Notícies: Javi Gómez i Rocío Delgado
- Esports: Juanma Cueto i Conchi Gil
- Meteorologia: Ainhoa González

### Telenoticias Fin de Semana
- Notícies: Silvia Intxaurrondo
- Esports: Ramón Fuentes
- Meteorologia: Tania Garralda
- Suplències: Rocío Delgado

## Corresponsalies
| Nom                 | Àrea                     |
| ------------------- | ------------------------ |
| Ángel Sastre        | Buenos Aires (Argentina) |
| Berta Queralt       | Barcelona                |
| Miriam Villamediana | Bilbao                   |
| Elena Rodríguez     | Sevilla                  |
| María Antonia López | Congrés dels Diputats    |
| Manuel Muinelo      | Palacu de la Moncloa     |
| Ascensión Vázquez   | Casa Reial               |
| María José Escalera | Assemblea de Madrid      |

## Organigrama
| Nom                                  | Àrea                                   |
| ------------------------------------ | -------------------------------------- |
| Jon Ariztimuño                       | Direcció Informatius RTVM              |
| Jaime Treceño                        | Direcció Adjunta Informatius RTVM      |
| Enrique López SorianoElena Argandoña | Subdirecció Informatius RTVM           |
| Eduardo Blanco                       | Direcció Buenos Días Madrid            |
| Lourdes Maldonado                    | Direcció Telenoticias 1                |
| Javier Gómez                         | Direcció Telenoticias 2                |
| Silvia Intxaurrondo                  | Direcció Telenoticias Fin de Semana    |
| Roberto MartínIsabel González        | Edició Buenos Días Madrid              |
| Olga MiguelChema G. Aldáriz          | Edició Telenoticias 1                  |
| Adoración MorcilloPedro J. Rabadán   | Edició Telenoticias 2                  |
| César PordomingoRichard Harris       | Edició Telenoticias Fin de Semana      |
| Marcel Higuera                       | Realització Telenoticias 1             |
| Paloma Garayalde                     | Realització Telenoticias 2             |
| María Enguídamos                     | Realització Telenoticias Fin de Semana |
| Rosa Meneses                         | Producció Telenoticias 1               |
| Evelio Rollán                        | Producció Telenoticias 2               |
| Santiago Pastor                      | Producció Telenoticias Fin de Semana   |
| María Marín                          | Internacional Economia                 |
| Rosa Viondi                          | Nacional                               |
| Amaya Pérez                          | Local                                  |
| José Manuel Albelda                  | Societat Cultura                       |
| Javier Callejo                       | Esports                                |
| Antonio López                        | Meteorologia                           |
| Alipio Gutiérrez                     | Salud                                  |

## Directors d'informatius
| Nom                 | Període        |
| ------------------- | -------------- |
| Fermín Bocos        | 1989 - 1990    |
| Ignacio Martínez    | 1990           |
| Eduardo Alonso      | 1990 - 1991    |
| José Abril          | 1991 - 1993    |
| Fernando González   | 1993 - 1999    |
| Elena Sánchez Ramos | 1999 - 2001    |
| Diego de la Serna   | 2001 - 2002    |
| Alfonso García      | 2002 - 2004    |
| Agustín de Grado    | 2004 - 2016    |
| Alipio Gutiérrez    | 2016 - 2017    |
| Jon Ariztimuño      | 2017 - present |